# ストロベリー・フラワー
ストロベリー・フラワー (STRAWBERRY FLOWER) は、日本の音楽バンド。

## メンバー
メンバーは2人編成。
わたなべ ともえ
ボーカル担当。1994年10月から1999年5月まで、京都府を中心にザ・コケッシーズというインディーズバンドで活動していた。近年はソロ名義「ベートルズ」で活動中。
友妻 タケシ（ともづま たけし、本名：松本 巌（がん））
ギター担当。電通第4CRP局クリエイティブ・ディレクターを務めた後、2013年に独立。

## 作品

### シングル
- 愛のうた（2001年12月6日）
  - 表題曲の「愛のうた」は、任天堂のニンテンドー ゲームキューブ用ソフト『ピクミン』のCMソングに起用され、CD売り上げ90万枚の大ヒットとなった[2]。なお、CM版とシングル版では歌詞が異なる。
  - フランスでは、ジュリエット・キャッツが「愛のうた」をカバーし「Vos Meilleurs Amis - Song Of Love」のタイトルで発売された[2]。

  1. 愛のうた（ピクミンCMソング）
  2. 涙があふれた
  3. 愛のうた（INSTRUMENTAL）
- ピクミンダンス（2002年3月27日）
  - 「愛のうた」のテクノダンスアレンジ。『ストロベリー音楽団』名義での作品。
  - テレビ東京系列『おはスタ』エンディングテーマ

  1. テクノでピクミン（愛のうた/TECHNO VERSION）
  2. ピクミンのマーチ（愛のうた/MARCH VERSION）
  3. ピクミン音頭（愛のうた/ONDO VERSION）
- 種のうた（2004年5月19日）
  - 「種のうた」は『ピクミン2』のCMソング。
    1. 種のうた
    2. しゃぼん玉
    3. 愛のうた Laugh mix
    4. 種のうた（うたなし）
    5. 愛のうた Laugh mix（うたなし）
    6. ニンテンドーゲームキューブ用ソフト「ピクミン2」TVCM映像（CDエクストラ）

### 配信限定楽曲
- 歩くはやさで（2015年2月24日） - 同名の絵本（文：松本巌、絵：堺直子）と同時発売。